# Атрафаксиола богутинская
Атрафаксиола богутинская (лат. Atraphaxiola bogutensis) — вид двукрылых семейства галлиц (Cecidomyiidae), единственный представитель монотипического рода Atraphaxiola. Занесён в Красную книгу Казахстана.

## Экология
Приурочен к остепнённым склонам. Продолжительность жизни взрослых особей до 16 часов. В течение года развивается два поколения. Лимитирующими факторами являются перевыпас скота и степные пожары. Личинки образуют галлы в паренхиме листьев растений из семейства гречишные Atraphaxis caucasica и Atraphaxis virgata.

## Распространение
Распространён в юго-восточной части Тянь-Шаня в горах Бугутты и Торайгыр и Грузии.